# Eopelobates
Az Eopelobates a kétéltűek (Amphibia) osztályának békák (Anura) rendjébe, ezen belül az ásóbékafélék (Pelobatidae) családjába tartozó fosszilis nem.

## Tudnivalók
Az Eopelobates-fajok Észak-Amerika nyugati felén és Európában fordultak elő. Észak-Amerikában csak az eocén kor idején, míg Európában az eocén és pliocén korok között voltak jelen. Egy elmélet szerint az eocénben jóval melegebb volt mint manapság, és a békák az északi kontinenseket összekötő földhidak segítségével meghódíthattak olyan területeket is, melyek elérhetetlenek lettek volna számukra. Ilyenformán ugyanaz a békanem jelen van két olyan kontinensen melyet óceán választ el.

## Rendszerezés
A nembe az alábbi 4 faj tartozik:
- Eopelobates anthracinus
- Eopelobates bayeri
- Eopelobates hinschei
- Eopelobates wagneri

## Képek

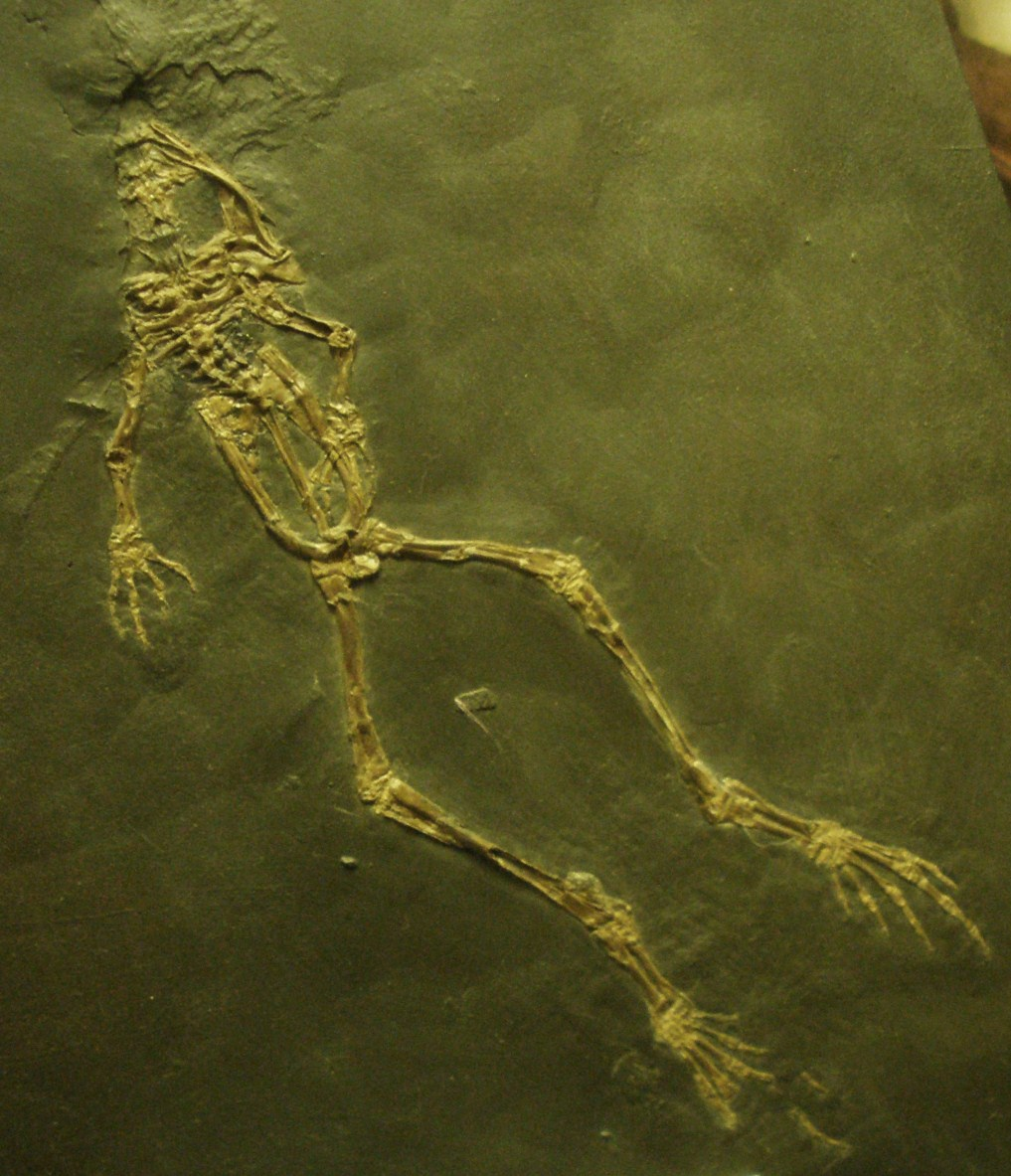
Eopelobates wagneri-k
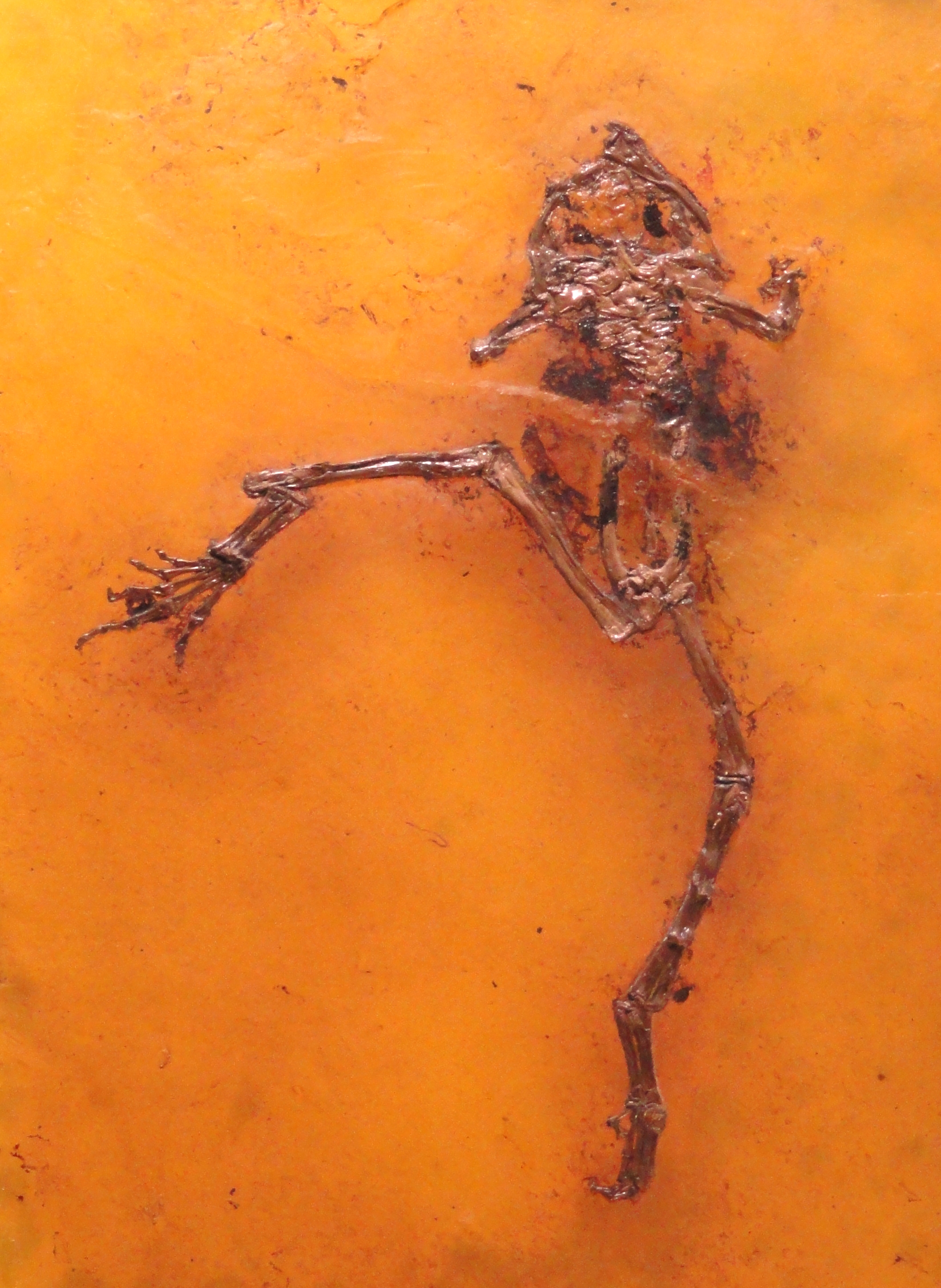
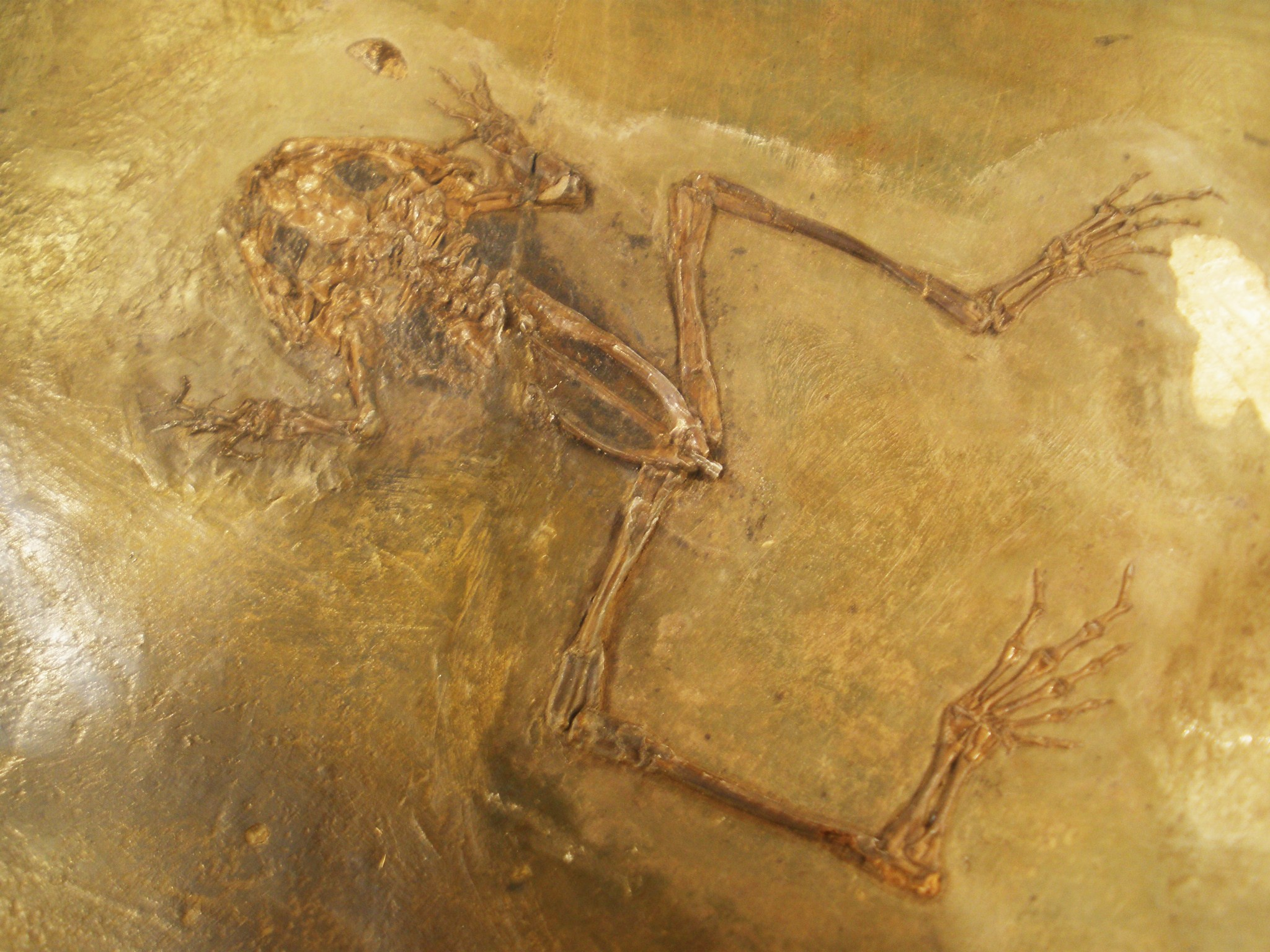
és
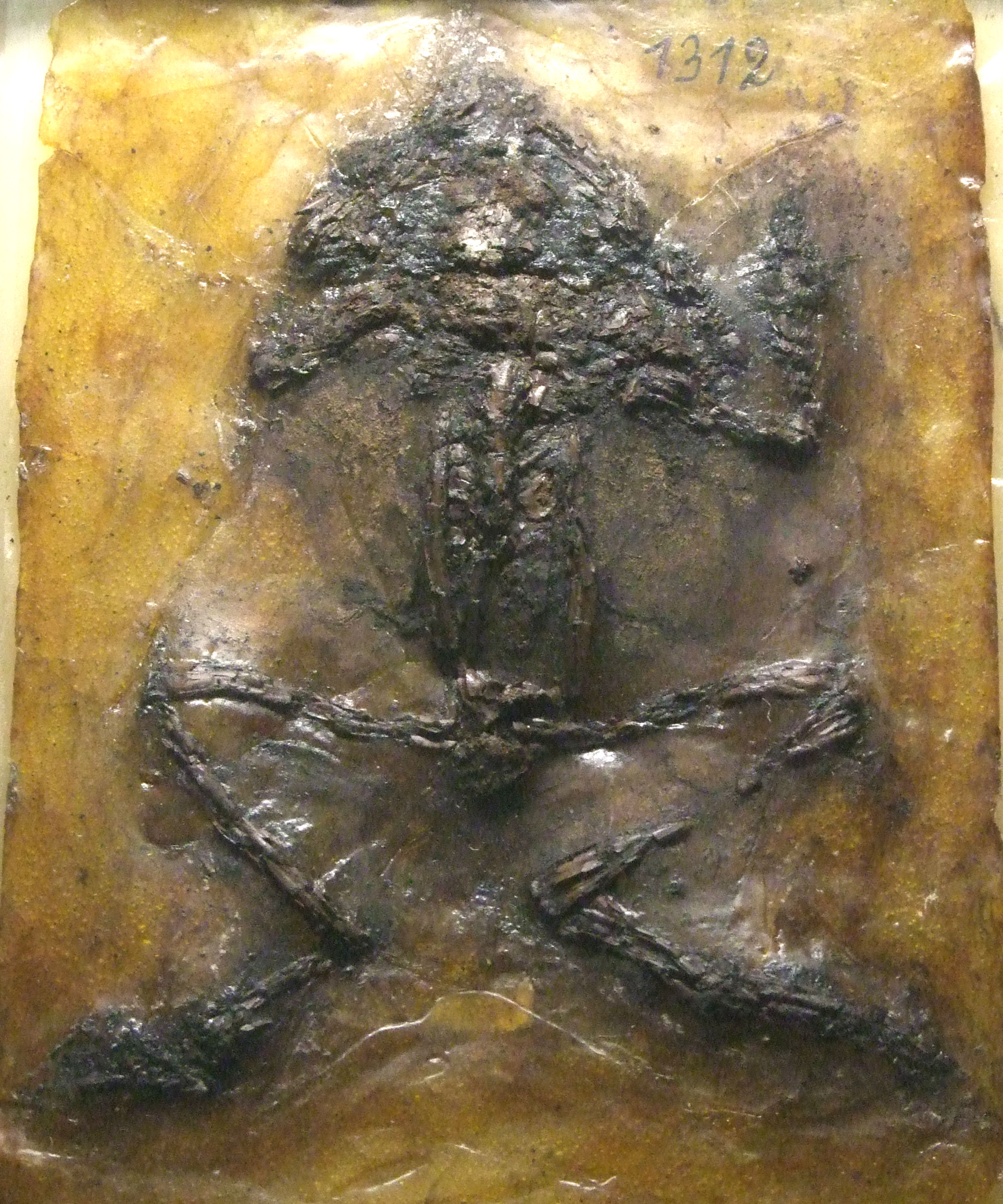
más
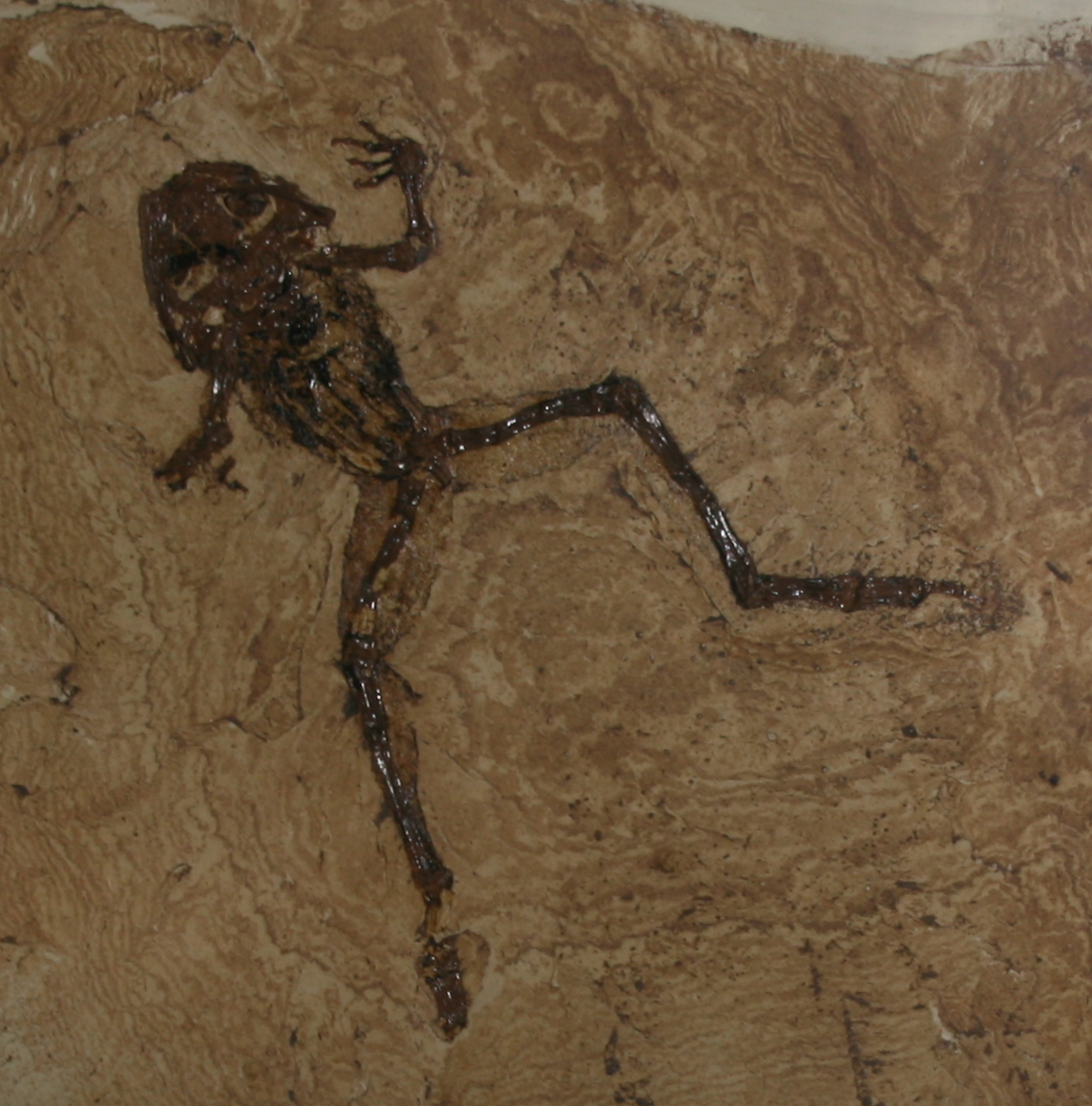
fajok

## Fordítás
Ez a szócikk részben vagy egészben  az   Eopelobates című angol Wikipédia-szócikk ezen változatának fordításán alapul.  Az eredeti cikk szerkesztőit annak laptörténete sorolja fel. Ez a jelzés csupán a megfogalmazás eredetét és a szerzői jogokat jelzi, nem szolgál a cikkben szereplő információk forrásmegjelöléseként.